# 26e cérémonie des David di Donatello
La 26e cérémonie des David di Donatello s'est déroulée le 26 septembre 1981 au Teatro dell'Opera di Roma. 

## Palmarès
- Meilleur film :
  - Ricomincio da tre
  - Trois Frères (Tre fratelli)
  - Passion d'amour

- Meilleur réalisateur :
  - Francesco Rosi pour Trois Frères (Tre fratelli)
  - Luigi Comencini pour Eugenio
  - Ettore Scola pour Passion d'amour

- Meilleur scénariste :
  - Tonino Guerra et Francesco Rosi pour Trois Frères (Tre fratelli)
  - Ruggero Maccari et Ettore Scola pour Passion d'amour
  - Massimo Troisi et Anna Pavignano pour Ricomincio da tre

- Meilleur producteur :
  - Franco Committeri pour Passion d'amour
  - Gianni Minervini et Antonio Avati pour Aiutami a sognare
  - Fulvio Lucisano et Mauro Berardi pour Ricomincio da tre

- Meilleure actrice :
  - Mariangela Melato pour Aiutami a sognare ex æquo avec
  - Valeria D'Obici pour Passion d'amour
  - Elena Fabrizi pour Bianco, rosso e Verdone

- Meilleur acteur :
  - Massimo Troisi pour Ricomincio da tre
  - Michele Placido pour Fontamara
  - Carlo Verdone pour Bianco, rosso e Verdone

- Meilleure actrice dans un second rôle :
  - Maddalena Crippa pour Trois Frères (Tre fratelli)
  - Ida Di Benedetto pour Chambre d'hôtel
  - Laura Antonelli pour Passion d'amour

- Meilleur acteur dans un second rôle :
  - Charles Vanel pourTrois Frères (Tre fratelli)
  - Bruno Ganz pour La Dame aux camélias
  - Néstor Garay pour Chambre d'hôtel

- Meilleur directeur de la photographie :
  - Pasqualino De Santis pour Trois Frères (Tre fratelli)
  - Tonino Delli Colli pour Chambre d'hôtel
  - Ennio Guarnieri pour La Dame aux camélias

- Meilleur musicien :
  - Fiorenzo Carpi pour Eugenio
  - Ennio Morricone pour Bianco, rosso e Verdone
  - Piero Piccioni pour Trois Frères (Tre fratelli)
  - Riz Ortolani pour Aiutami a sognare

- Meilleur décorateur :
  - Mario Garbuglia pour La Dame aux camélias
  - Andrea Crisanti pour Trois Frères (Tre fratelli)
  - Luigi Scaccianoce pour Fontamara

- Meilleur créateur de costumes :
  - Piero Tosi pour La Dame aux camélias
  - Gabriella Pescucci pour Trois Frères (Tre fratelli)
  - Luciano Calosso pour Fontamara

- Meilleur monteur :
  - Ruggero Mastroianni pour Chambre d'hôtel
  - Nino Baragli pour Bianco, rosso e Verdone
  - Enzo Meniconi pour La baraonda

- Meilleur réalisateur étranger :
  - Akira Kurosawa pour Kagemusha, l'Ombre du guerrier
  - Martin Scorsese pour Raging Bull

- Meilleur scénariste étranger :
  - Jean Gruault pour Mon oncle d'Amérique
  - Bruce Beresford pour Héros ou Salopards
  - Pál Gábor pour L'Éducation de Véra
  - András Kovács pour Le Haras

- Meilleur producteur étranger :
  - Hungaro Film pour L'Éducation de Véra ex æquo avec
  - Francis Ford Coppola et George Lucas pour Kagemusha, l'Ombre du guerrier
  - Stanley Kubrick pour Shining

- Meilleure actrice étrangère :
  - Catherine Deneuve pour Le Dernier Métro
  - Vera Pap pour L'Éducation de Véra
  - Susan Sarandon pour Atlantic City

- Meilleur acteur étranger :
  - Burt Lancaster pour Atlantic City
  - Robert De Niro pour Raging Bull
  - Gérard Depardieu pour Mon oncle d'Amérique

- David Luchino Visconti
  - François Truffaut pour tout son travail de réalisateur et critique de cinéma.

- David Europeo
  - Krzysztof Zanussi